# Premiul Nobel pentru pace

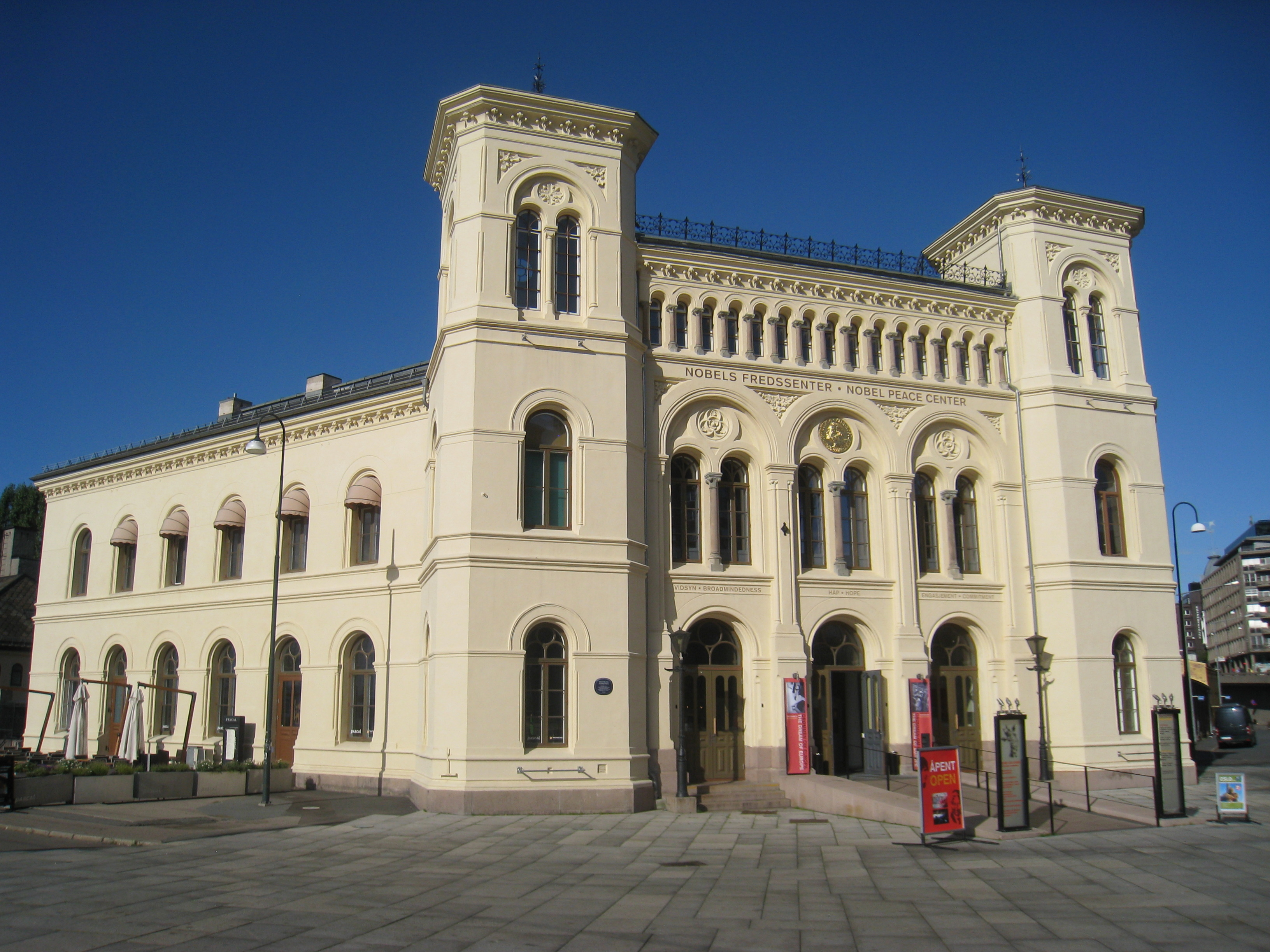
Centrul Nobel pentru Pace din Oslo

Premiul Nobel pentru Pace este unul din cele șase premii Nobel instituite prin testament de inventatorul și industriașul suedez Alfred Nobel. Este singurul premiu care se decernează în Norvegia, la Oslo, de către un comitet în exclusivitate norvegian, format din cinci persoane alese din Parlamentul Norvegiei. Toate celelalte premii Nobel se decernează în Suedia, la Stockholm, de către autorități suedeze.
Motivul pentru care acest premiu este decernat în Norvegia și nu în Suedia este următorul: la moartea lui Alfred Nobel (10 decembrie 1896), Norvegia era încă într-o uniune cu Suedia, aceasta din urmă având rolul conducător în politica externă. Nobel a crezut de aceea că șansa unei corupții politice ar fi mai mică dacă Norvegia s-ar ocupa de decernare.
În testament, Nobel a cerut ca cei cărora li se decernează premiul pentru pace să îndeplinească cel puțin una din următoarele trei cerințe: să lucreze pentru „reducerea forțelor militare”, pentru „organizarea de congrese ale păcii” și pentru „înfrățirea între popoare”.
Premiul a fost acordat pentru prima oară în anul 1901 și apoi anual, cu două perioade de întrerupere, în timpul celor două Războaie Mondiale între anii 1914–1916 și 1939–1943, precum și în anii 1918, 1923, 1924, 1928, 1932, 1948, 1955, 1956, 1966, 1967, 1972.
Este de remarcat faptul că, spre sfârșitul fiecărui Război Mondial, Premiul Nobel pentru Pace a fost decernat Comitetului Internațional de Cruce Roșie în anii 1917 și 1944.

## LaureațiiPremiului Nobelpentru Pace
- 2024 – Nihon Hidankyo
- 2023 – Narges Mohammadi
- 2022 – Ales Bialiațki, Memorial și Centrul pentru libertăți civile
- 2021 – Maria Ressa și Dmitri Muratov
- 2020 – Programul Alimentar Mondial
- 2019 – Abiy Ahmed Ali
- 2018 – Denis Mukwege și Nadia Murad
- 2017 – Campania Internațională pentru Abolirea Armelor Nucleare
- 2016 – Juan Manuel Santos
- 2015 – Cvartetul pentru Dialog Național
- 2014 – Kailash Satyarthi și Malala Yousafzai
- 2013 – Organizația pentru Interzicerea Armelor Chimice
- 2012 – Uniunea Europeană
- 2011 – Ellen Johnson Sirleaf, Leymah Gbowee și Tawakkul Karman
- 2010 – Liu Xiaobo
- 2009 – Barack Obama
- 2008 – Martti Ahtisaari
- 2007 – Al Gore și Comisia ONU pentru climat (Giec)
- 2006 – Muhammad Yunus și Grameen Bank
- 2005 – Mohammed El Baradei și Agenția Internațională pentru Energie Atomică
- 2004 – Wangari Maathai
- 2003 – Shirin Ebadi
- 2002 – Jimmy Carter
- 2001 – Organizația Națiunilor Unite și Kofi Annan
- 2000 – Kim Dae-jung
- 1999 – Médecins Sans Frontières
- 1998 – John Hume, David Trimble
- 1997 – International Campaign to Ban Landmines⁠(d), Jody Williams
- 1996 – Carlos Filipe Ximenes Belo⁠(d), José Ramos-Horta⁠(d)
- 1995 – Pugwash Conferences on Science and World Affairs, Joseph Rotblat
- 1994 – Yasser Arafat, Șimon Peres, Ițhak Rabin
- 1993 – Frederik de Klerk, Nelson Mandela
- 1992 – Rigoberta Menchú Tum
- 1991 – Aung San Suu Kyi
- 1990 – Mihail Gorbaciov
- 1989 – Al 14-lea Dalai Lama
- 1988 – United Nations Peacekeeping Forces
- 1987 – Óscar Arias Sánchez
- 1986 – Elie Wiesel
- 1985 – Organizația "Medicii lumii pentru prevenirea războiului nuclear" (International Physicians for the Prevention of Nuclear War⁠(d), copreședinți Ioan Moraru (România), Mihail Kuzin (URSS) și Bernard Lown (SUA)
- 1984 – Desmond Tutu
- 1983 – Lech Wałęsa
- 1982 – Alfonso García Robles, Alva Myrdal⁠(d)
- 1981 – Office of the United Nations High Commissioner for Refugees
- 1980 – Adolfo Pérez Esquivel
- 1979 – Maica Tereza
- 1978 – Anwar al-Sadat, Menachem Beghin
- 1977 – Amnesty International
- 1976 – Mairead Corrigan, Betty Williams
- 1975 – Andrei Saharov
- 1974 – Seán MacBride, Eisaku Sato
- 1973 – Lê Ðức Thọ⁠(d), Henry Kissinger
- 1971 – Willy Brandt
- 1970 – Norman Borlaug
- 1969 – Organizația Internațională a Muncii
- 1968 – René Cassin⁠(d)
- 1965 – UNICEF
- 1964 – Martin Luther King
- 1963 – International Committee of the Red Cross⁠(d), League of Red Cross Societies
- 1962 – Linus Pauling
- 1961 – Dag Hammarskjöld
- 1960 – Albert Lutuli
- 1959 – Philip Noel-Baker
- 1958 – Georges Pire
- 1957 – Lester Bowles Pearson
- 1954 – Office of the United Nations High Commissioner for Refugees
- 1953 – George C. Marshall
- 1952 – Albert Schweitzer
- 1951 – Léon Jouhaux
- 1950 – Ralph Bunche⁠(d)
- 1949 – Lord Boyd Orr⁠(d)
- 1947 – Friends Service Council⁠(d), American Friends Service Committee⁠(d)
- 1946 – Emily Greene Balch, John R. Mott
- 1945 – Cordell Hull
- 1944 – Comitetul Internațional de Cruce Roșie (abreviere CICR⁠(d))
- 1938 – Nansen International Office for Refugees
- 1937 – Robert Cecil⁠(d)
- 1936 – Carlos Saavedra Lamas⁠(d)
- 1935 – Carl von Ossietzky
- 1934 – Arthur Henderson⁠(d)
- 1933 – Sir Norman Angell⁠(d)
- 1931 – Jane Addams, Nicholas Murray Butler⁠(d)
- 1930 – Nathan Söderblom
- 1929 – Frank B. Kellogg
- 1927 – Ferdinand Buisson, Ludwig Quidde⁠(d)
- 1926 – Aristide Briand, Gustav Stresemann
- 1925 – Sir Austen Chamberlain, Charles Gates Dawes
- 1922 – Fridtjof Nansen
- 1921 – Hjalmar Branting, Christian Lange
- 1920 – Léon Bourgeois⁠(d)
- 1919 – Woodrow Wilson
- 1917 – Comitetul Internațional de Cruce Roșie (acronim CICR⁠(d))
- 1913 – Henri La Fontaine⁠(d)
- 1912 – Elihu Root
- 1911 – Tobias Asser, Alfred Fried⁠(d)
- 1910 – Biroul Internațional Permanent pentru Pace
- 1909 – Auguste Beernaert⁠(d), Paul Henri d'Estournelles de Constant⁠(d)
- 1908 – Klas Pontus Arnoldson⁠(d), Fredrik Bajer
- 1907 – Ernesto Teodoro Moneta, Louis Renault
- 1906 – Theodore Roosevelt
- 1905 – Bertha von Suttner
- 1903 – William Randal Cremer
- 1902 – Élie Ducommun⁠(d), Albert Gobat⁠(d)
- 1901 – Henri Dunant, Frédéric Passy